# メリッサ・ベノイスト
メリッサ・ベノイスト（Melissa Marie Benoist [bəˈnɔɪst], 1988年10月4日 - ）は、アメリカ合衆国・コロラド州出身の女優。メリッサ・ブノワと表記されることが多い。「ブノワ」はBenoistのフランス語読み（父方の曽祖父が仏系）であるが、自身で名乗る場合を含め、英語圏の発音に近い表記は「ベノイスト」である。

## 経歴
1988年10月4日、テキサス州ヒューストン生まれ。
フォックス放送のテレビドラマ『glee/グリー』にマーリー・ローズ役で出演し、CBS/CWのテレビドラマ『SUPERGIRL/スーパーガール』では主演のスーパーガール役を務めている。
2014年、『glee/グリー』で共演したブレイク・ジェンナーと婚約。2015年3月に結婚したが、2016年12月末に離婚申請をした。離婚は2017年12月に確定した。2019年11月、過去にジェンナーからのDVを受け、鼻の骨折と片目を損傷し視力障害があることを告白している。
2019年2月11日に『SUPERGIRL/スーパーガール』で共演したクリス・ウッドとの婚約を発表し、2019年9月1日、結婚した。

## 出演作品

### 映画
| 年   | 題名                                                           | 役名                 | 備考       |
| ---- | -------------------------------------------------------------- | -------------------- | ---------- |
| 2008 | Tennessee                                                      | ローレル（18歳）     |            |
| 2014 | セッション Whiplash                                            | ニコル               |            |
| 2015 | Dearダニー 君へのうた Danny Collins                            | ジェイミー           |            |
| 2015 | ロンゲスト・ライド The Longest Ride                            | マルシア             |            |
| 2016 | パトリオット・デイ Patriots Day                                | キャサリン・ラッセル |            |
| 2017 | サン・ドッグス -生きる意味を探して- Sun Dogs                   | タリー・ピーターソン |            |
| 2019 | ジェイ&サイレント・ボブ リブートを阻止せよ! Jay and Silent Bob | リブート・クロニック |            |
| 2022 | クラークス3 Clerks 3                                           | Auditioner           | カメオ出演 |

### テレビ
| 年          | 題名                                                                     | 役名                                                     | 備考                                                                 |
| ----------- | ------------------------------------------------------------------------ | -------------------------------------------------------- | -------------------------------------------------------------------- |
| 2010        | LAW & ORDER:犯罪心理捜査班 Law & Order: Criminal Intent                  | ジェサリン・ケルー                                       | "Delicate" （シーズン9 第4話）                                       |
| 2010        | ブルーブラッド 〜NYPD家族の絆〜 Blue Bloods                              | レニー                                                   | 「治外法権の壁」（シーズン1 第3話）                                  |
| 2010        | LAW & ORDER:性犯罪特捜班 Law & Order: Special Victims Unit               | アヴァ                                                   | "Wet" （シーズン12 第5話）                                           |
| 2010        | グッド・ワイフ The Good Wife                                             | モリー                                                   | 「9時間」（シーズン2 第9話）                                         |
| 2011        | HOMELAND Homeland                                                        | スタシー・モートン                                       | 「トラウマ」（シーズン1 第2話） 「罪なき者の声」（シーズン1 第3話）  |
| 2012 – 2014 | glee/グリー Glee                                                         | マーリー・ローズ                                         | ゲスト出演                                                           |
| 2015 – 2021 | SUPERGIRL/スーパーガール Supergirl                                       | カーラ・ダンバース / カーラ・ゾー＝エル / スーパーガール | 主演 （シーズン1～6）                                                |
| 2016-2019   | THE FLASH/フラッシュ The Flash                                           | カーラ・ダンバース / カーラ・ゾー＝エル / スーパーガール | 「インベージョン!」（シーズン3 第8話）                               |
| 2016-2020   | ARROW/アロー Arrow                                                       | カーラ・ダンバース / カーラ・ゾー＝エル / スーパーガール | 「インベージョン!」（シーズン5 第8話）                               |
| 2016-2020   | レジェンド・オブ・トゥモロー Legends of Tomorrow                         | カーラ・ダンバース / カーラ・ゾー＝エル / スーパーガール | 「インベージョン!」（シーズン2 第7話）                               |
| 2016-2020   | インベージョン! 最強ヒーロー外伝                                         | カーラ・ダンバース / カーラ・ゾー＝エル / スーパーガール | ビデオスルー作品 上記3話を収録                                       |
| 2016-2020   | クライシス・オン・アースX 最強ヒーロー外伝                               | カーラ・ダンバース / カーラ・ゾー＝エル / スーパーガール |                                                                      |
| 2018        | Waco                                                                     | レイチェル・ジョーンズ                                   |                                                                      |
| 2019        | BATWOMAN/バットウーマン Batwoman                                         | カーラ・ダンバース / カーラ・ゾー＝エル / スーパーガール | シーズン1 第9話                                                      |
| 2020        | Robot Chicken                                                            | ローラ / マロリー・ヘイズ                                | 声の出演、エピソード「Sundancer Craig in: 30% of the Way to Crying」 |
| 2021        | マスターズ・オブ・ユニバース: 黙示録 Masters of the Universe: Revelation | ティーラ                                                 | 声の出演                                                             |
| TBA         | The Girls on the Bus                                                     | Sadie McCarthy                                           |                                                                      |
| TBA         | The Waterfront                                                           | ブリー・バックリー                                       | Netflixオリジナルドラマ                                              |